# ماجراهای سارا جین
ماجراهای سارا جین (به انگلیسی: The Sarah Jane Adventures) یکی از مشتقات سریال‌های دکتر هو است. بازیگر اصلی این سریال الیزابت اسلادن است.
داستان این سریال مربوط به روزنامه نگاری است که ماجراهایی در فضا و زمان دارد.